# Salman bin Ibrahim Al Jalifa
Jeque Salman bin Ibrahim Al-Jalifa (صورة الشيخ سلمان en árabe; nacido en Riffa, Baréin, 2 de noviembre de 1965) es un empresario y funcionario deportivo bareiní, actual vicepresidente sénior de la FIFA desde abril de 2018 y presidente de la Confederación Asiática de Fútbol (AFC). Para este último cargo fue elegido el 2 de mayo de 2013, sucediendo a Zhang Jilong. Antes de ser elegido presidente de la AFC, fue presidente de la Federación de Fútbol de Baréin, presidente de la Confederación Asiática de Fútbol Comisión Disciplinaria y vicepresidente de la Comisión Disciplinaria de la FIFA.

## Antecedentes
El jeque Salman bin Ibrahim Al Jalifa es un miembro de la familia real de Baréin. Se graduó de la Universidad de Baréin en 1992 con una licenciatura en inglés sobre Literatura e Historia. Shaikh Salman ha estado involucrado en el fútbol desde hace muchos años, desde la década de 1980 cuando jugaba en el equipo juvenil del equipo de Baréin de la División I, Riffa Club.
Desde que salió de Riffa Club para centrarse en sus estudios académicos, Shaikh Salman ha ocupado cargos ejecutivos en el BFA. En 1996 fue nombrado Presidente de la Selección Nacional, elegido vicepresidente dos años más tarde y con el tiempo llegó a ser el presidente de la Asociación de Fútbol en 2002. También se ha desempeñado como Copresidente de la Comisión Disciplinaria en varios torneos de la FIFA, como el Mundial de la FIFA Copas, Playa de la FIFA Torneos, Campeonatos de Clubes, etc. También fue Vicepresidente de la Comisión Disciplinaria de la FIFA en Pekín en 2008.
El jeque Salman tiene tres hijos: dos hijas, la jequesa Latifa que nació en 1994 y la jequesa Aysha, nacida en 1998, y un hijo, el jeque Isa que nació en el año 2001.

## Denuncias de violaciones de los derechos humanos
Grupos de defensa de los derechos humanos como Human Rights Watch, Human Rights in Bahrain y el Instituto Bahreiní para los Derechos y la Democracia han afirmado que Salman encabezó un comité encargado de identificar a los futbolistas y otros atletas bahreiníes internacionales que participaron en el levantamiento de Bahréin de 2011 durante la Primavera Árabe. Muchos fueron encarcelados y/o torturados.
El príncipe Nasser emitió un decreto real que permitía al ejército establecer tribunales militares para tratar con los manifestantes pro democracia en la Primavera Árabe, momento en el que Salman era secretario general del consejo supremo de deportes y juventud. Luego encabezó un comité que se creó para investigar "las violaciones cometidas por individuos asociados con el movimiento deportivo durante los recientes y desafortunados acontecimientos en el Reino de Bahréin". La BFA (dirigida entonces por Salman) amenazó con castigar a quienes hubieran participado en las protestas o cualquier otro acto que tuviera como objetivo "derrocar al régimen o insultar a las figuras nacionales". Alrededor de 150 atletas y administradores fueron arrestados en virtud del decreto, y algunos alegaron que habían sufrido tortura durante su detención. Después de negarse inicialmente a responder preguntas y mantener silencio sobre su papel, Salman ha negado desde entonces las acusaciones de estar involucrado en abusos de los derechos humanos, calificándolas de "mentiras falsas y desagradables".
Algunos atletas, como Hakeem al-Araibi, que había jugado para el equipo nacional, huyeron del país durante las purgas posteriores en los años siguientes. Siempre ha mantenido que Salman sabía sobre la tortura. Al-Araibi se convirtió en el tema de una campaña internacional de derechos humanos (#savehakeem) a principios de 2020, y tres años más tarde de un documental, después de que fuera detenido en Tailandia, donde había ido con su esposa de vacaciones, tras la emisión de una circular roja de Interpol emitida por Bahréin.